# Suíça nos Jogos Olímpicos de Inverno de 1980
A Suíça competiu nos Jogos Olímpicos de Inverno de 1980, realizados em Lake Placid, Estados Unidos.